# فردریک سی. لین
فردریک سی. لین (انگلیسی: Frederic C. Lane; ۲۳ نوامبر ۱۹۰۰ – ۱۴ اکتبر ۱۹۸۴) پژوهشگر مطالعات قرون وسطا، تاریخ‌نگار، و استاد دانشگاه اهل ایالات متحده آمریکا بود که در زمینه تاریخ ونیز، فعالیت می‌کرد.
وی همچنین برندهٔ جوایزی همچون کمک‌هزینه گوگنهایم شده‌است.